# Зашижемьє (Сернурський район)
Зашиже́мьє (рос. Зашижемье, марій. Тамаксола) — село у складі Сернурського району Марій Ел, Росія. Входить до складу Зашижемського сільського поселення.

## Населення
Населення — 467 осіб (2010; 427 у 2002).
Національний склад (станом на 2002 рік):
- росіяни — 55 %
- марі — 43 %